# Гікорі білий (9 екз.)
Гікорі білий — ботанічна пам'ятка природи місцевого значення. Розташована на території Деребчинської сільської ради Шаргородського району Вінницької області (Джуринське лісництво, кв. 33 діл. 9). Оголошена відповідно до рішення Вінницького облвиконкому від 29.08.1984 р. № 371. Охороняється група дерев цінної рідкісної породи в області породи - гікорі білого віком 55 років, висотою 12 м та діаметром стовбурів 16-22 см.